# Маи Накачи
Маи Накачи (јап. 中地 舞; 16. децембар 1980) бивша је јапанска фудбалерка.

## Репрезентација
За репрезентацију Јапана дебитовала је 1997. године. Са репрезентацијом Јапана наступала је на два Светска првенства (1999. и 2003). За тај тим одиграла је 30 утакмица.

## Статистика
| Јапан  | Јапан | Јапан |
| Год.   | Ута.  | Гол.  |
| ------ | ----- | ----- |
| 1997   | 2     | 0     |
| 1998   | 5     | 0     |
| 1999   | 3     | 0     |
| 2000   | 1     | 0     |
| 2001   | 8     | 0     |
| 2002   | 5     | 0     |
| 2003   | 5     | 0     |
| 2004   | 0     | 0     |
| 2005   | 0     | 0     |
| 2006   | 0     | 0     |
| 2007   | 0     | 0     |
| 2008   | 1     | 0     |
| Укупно | 30    | 0     |